# کورکور مرواریدی
کورکور مرواریدی (نام علمی: Gampsonyx swainsonii) نام یک گونه از تیره بازان است.